# Aprilia SMV 750 Dorsoduro
Die Aprilia SMV 750 Dorsoduro ist ein Motorrad des italienischen Motorradherstellers Aprilia. Die Supermoto wurde am 7. November 2007 auf der Zweiradmesse EICMA in Mailand vorgestellt. Verkaufsstart war im Mai 2008.

## Technik
Die Dorsoduro basiert technisch auf dem Naked Bike Aprilia SL 750 Shiver, von dem 65 % aller Bauteile abstammen, sowie dem Supermoto-Rennmotorrad SXV 550. 
Der Antrieb erfolgt durch einen flüssigkeitsgekühlten Zweizylindermotor mit 750 cm³ Hubraum. Der Zylinderbankwinkel des V-Motors beträgt 90°. Der Viertaktmotor erzeugt eine Nennleistung von 67 kW (91 PS) und ein Drehmoment von 82 Nm. Die vier Ventile je Zylinder werden von zwei obenliegenden Nockenwellen angesteuert. Die Drosselklappensteuerung und Einspritzung wird mittels dreier Kennfelder, sogenannter „Mappings“ (Touring, Sport, Regen) unterschiedlich elektronisch angesteuert. Der Motor wird elektrisch gestartet.
Das Fahrwerk baut auf einem Gitterrohrrahmen aus Stahl mit Aluminiumprofilen auf und hat hinten eine Schwinge aus Aluminium und vorne eine UpsideDown-Teleskopgabel von Showa, seit 2010 von Sachs Bikes mit 43er Gleitrohren. Die Kraftumwandlung erfolgt durch ein Sechsganggetriebe, der Sekundärantrieb über eine Kette. Die Kupplung wird hydraulisch betätigt. Am Vorderreifen verzögert eine Doppelscheibenbremse mit Vier-Kolben-Radialbremssätteln (in der "Factory"-Ausführung von Brembo), hinten eine Scheibenbremse mit Ein-Kolben-Bremssattel. Ein Antiblockiersystem wird optional angeboten. Das Motorrad beschleunigt von 0 auf 100 km/h in 3,9 Sekunden und erreicht eine Höchstgeschwindigkeit von 215 km/h.
Die Abgasnachbehandlung erfolgt durch einen geregelten Katalysator und unterschreitet die Emissionsgrenzwerte der Schadstoffklasse EURO3. Die Auspuffanlage besteht aus rostfreiem Stahl. Die Abgaskrümmer münden unter dem Sitz in einem gemeinsamen Schalldämpfer, bevor sie sich wieder in zwei Endrohre aufteilen.

## Verkaufsbezeichnung
Dorsoduro bezeichnet einen Stadtteil in Venedig. Der italienische Begriff bedeutet übersetzt „harter Rücken“, was sich darauf bezieht, dass der genannte Stadtteil sich als einer der wenigen in Venedig auf festem Felsgrund befindet. Der Firmensitz von Aprilia befindet sich in Noale, in der Region Venetien, etwa 30 km entfernt von Venedig.

## Kritiken
„Denn so aggressiv – und attraktiv – gestylt die neue Aprilia äußerlich auftritt, so konventionell verhält sie sich beim Eckenwetz auf der Landstraße. Und das durchaus im positiven Sinn. Ihr unaufgeregtes, gut kalkulierbares Fahrverhalten dürfte gerade weniger extrem orientierte Supermoto-Enthusiasten überzeugen.“

„Wobei erwähnt werden sollte, dass der V2 kein reines Supermoto-Sportgerät ist. Dagegen sprechen die knapp 210 Kilo Fahrgewicht, die für einen Sportler recht komfortable Abstimmung der Federelemente und auch die entspannte Sitzposition auf dem schmalen Polster hinter dem lediglich 12 Liter fassenden Tank.“

„Beim Vergleich mit anderen Motorrädern tut man sich ein wenig schwer. Genau so etwas gibt es noch nicht. Die Dorsoduro ist irgendwo zwischen Ducati Hypermotard, 990er SM von KTM und Kawasaki Versys angesiedelt. Vom Antritt her nicht ganz so aggressiv wie die erst genannten, vom Auftritt her dafür cooler und fescher als die Versys.“

„Für echte Sportfreunde war die Italobraut etwas zu schlapp konfiguriert, der günstige Einstiegspreis konnte nicht über ihr vergleichsweise hohes Gewicht und das relativ weich abgestimmte Fahrwerk hinwegtrösten.“